# ラディスラフ・クレイチー
ラディスラフ・クレイチー（Ladislav Krejčí, 1992年7月5日 - ）は、チェコ・プラハ出身のサッカー選手。ACスパルタ・プラハ所属。ポジションはSB.MFまたはFW。

## 経歴

### クラブ
2008年にACスパルタ・プラハでプロデビュー。左ウイングとして長年に渡りレギュラーを務め、8シーズンで168試合に出場を記録。2009-10、2013-14シーズンにはチェコリーグ優勝も経験した。
2016年7月7日、イタリア・セリエAのボローニャFCへ完全移籍。

### 代表
チェコ代表として各年代で招集されており、2011年にはUEFA U-19欧州選手権に出場し準優勝に貢献した。2012年にA代表デビューを果たした。

## タイトル

### クラブ
スパルタ・プラハ
- チェコリーグ ： 2009-10, 2013-14
- ポハール・チェスケー・ポシュスティ ：  2013-14

### 個人
- チェコ・タレント・オブ・ザ・イヤー ： 2009-10, 2013-14